# 簡斯維爾鎮區 (堪薩斯州格林伍德縣)
簡斯維爾鎮區（英語：Janesville Township）為美國堪薩斯州格林伍德縣轄下的鎮區。2010年美国人口普查中此鎮區人口有469人。

## 地理
簡斯維爾鎮區涵蓋總面積為373.0平方（144.03平方英里），其中陸地面積為371.8平方（143.56平方英里），水域面積為1.2平方（0.47平方英里）或0.33%。海拔高度337（1,106英尺）。

## 人口統計
根據2010年美國人口普查，簡斯維爾鎮區人口有469人，其中男性有232人，女性有237人，人口密度為每平方公里1.26人，住房計276戶。鎮區內的白人有449人，非裔美國人有1人，美洲原住民有8人，亞裔美國人有1人，太平洋島裔美國人有0人，其他種族有0人，混血種族則有10人。此外鎮區內有3人為西班牙裔或拉丁裔美國人。此鎮區之年齡中位數為44.9歲，而男性年齡中位數為43.8歲，女性年齡中位數為45.8歲。

## 交通

### 主要公路
- 99號堪薩斯州州道